# Harry Welsh
El teniente primero Harry F. Welsh (27 de septiembre de 1918 - 21 de enero de 1995) fue un oficial de la Compañía Easy, 2.º Batallón, 506.º Regimiento de Infantería de Paracaidistas, 101.ª División Aerotransportada durante la Segunda Guerra Mundial. Fue interpretado por el actor Rick Warden en la miniserie Band of Brothers.

## Juventud
Welsh nació y se crio en el Condado Luzerne en Pensilvania. Se alistó a los paracaidistas en 1942 y originalmente fue asignado al 504.º Regimiento de Infantería de Paracaidistas perteneciente a la 101.ª División Aerotransportada. Asistió y se graduó de la escuela de formación de oficiales del ejército.

## Servicio Militar
El 6 de junio de 1944 el teniente Welsh saltó a Normandía durante la Día D y no encontró a la Compañía Easy sino hasta el siguiente día, justo antes de que se le asignara la misión de asegurar Carentan. Se le dio el mando de la primera sección ya que el teniente Richard Winters se había hecho cargo de la compañía.
El 12 de junio dirigió su pelotón durante la batalla de Carentan, después de tomar el pueblo, los alemanes contraatacaron al sur de la playa Omaha y Welsh junto con el resto de la Compañía Easy establecieron una línea defensiva. Fue una batalla feroz en un campo de setos, en la cual Welsh, junto al soldado John McGrath arriesgando la vida en medio del fuego enemigo, corrieron al descubierto y destruyeron un carro de combate enemigo Sturmgeschütz III, con una bazuca.
Participó en la Operación Market-Garden en septiembre de 1944, y durante la batalla de las Ardenas en diciembre de 1944, fue alcanzado por un proyectil que le hirió la pierna derecha, estuvo en el hospital y retornó con la Compañía Easy cuando esta se encontraba en Hagenau, Francia en 1945.

## Después del servicio militar
Después del Día D, Welsh cargó con su paracaídas de reserva y se lo envió a su novia Catherine "Kitty" Grogan para que con él se hiciera su vestido de bodas, tuvieron un hijo llamado Kevin quien murió antes que su padre. Welsh fue maestro de escuela en Wilkes Barre, Pensilvania, director escolar y recaudador de impuestos. Continuó su amistad con Richard Winters. Murió de un infarto al corazón el 21 de enero de 1995.